# Пархом Нужний
Пархом Нужний (Парфен; р. н. невід. — п. у травні 1664) — конотопський полковник, військ. осавул. 1661 — козак Миргородського полку. Підтримавши І.Брюховецького, став запорозьким полковником. 1663 брав участь у боях проти підрозділів П.Тетері й татар. Будучи конотопським полковником, узимку 1664 вів партизанську боротьбу з польськими корогвами. У Нових Млинах ледь не захопив канцлера М.Пражмовського, оволодівши його майном і документами канцелярії. На посаді військового осавула навесні 1664 зайняв Черкаси й облягав Чигирин. Потрапивши до польського полону, проявив величезну мужність, обравши (за прикладом батька) смерть на палі.